# Savuti
Der Savuti, auf Englisch auch Savuti Channel genannt, ist ein Fluss im Chobe-Nationalpark in Botswana.

## Beschreibung

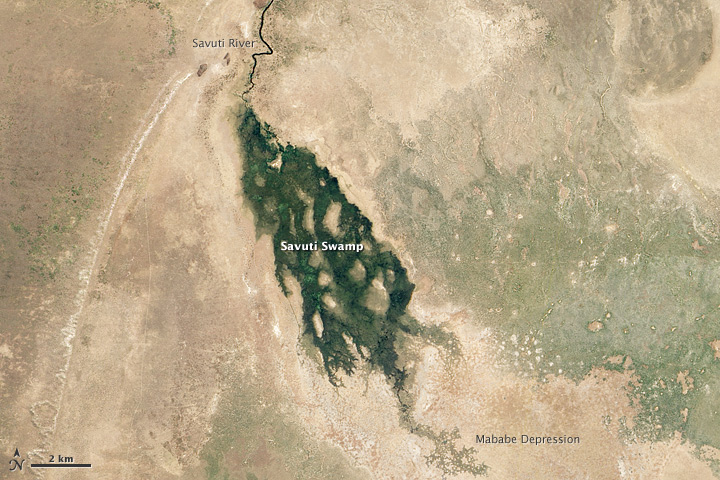
Der Savuti-Sumpf

Der Savuti ist die Verlängerung des Flusses Magwekwana (oder Selinda), der bei Hochwasser Wasser aus dem Okavangodelta an den Linyanti abgibt. Entsprechend umgekehrt nimmt der Savuti Wasser aus dem Linyanti bei Hochwasser im Cuando-Einzugsgebiet auf und leitet es in die Mababe-Senke (Mababe Depression) weiter, wo es versickert.
Die Mababe-Senke, einst ein großer See, mit dem Binnendelta des Savuti, dem Savuti-Sumpf (Savuti Marsh), ist eine bedeutende Wasserquelle im Chobe-Nationalpark. Daher sammeln sich dort viele Wildtiere.

## Abfluss
Der Savuti floss bis in die späten 1880er Jahre dauerhaft und stoppte dann bis 1958. Dann hörte er 1982 erneut auf und begann 2008 wieder zu fließen.